# Café Mozart (Wien)

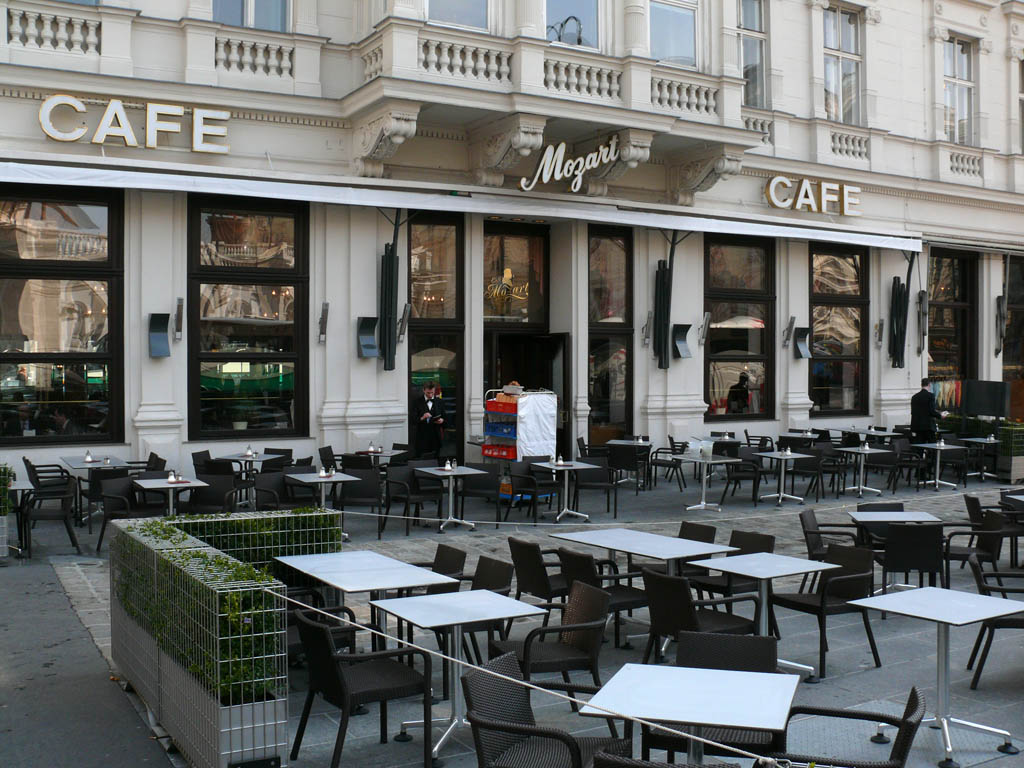
Café Mozart (2007)

Das Café Mozart ist ein klassisches Wiener Kaffeehaus im 1. Bezirk in Wien, am Albertinaplatz. In der unmittelbaren Nähe des Kaffeehauses befindet sich das Museum Albertina.

## Geschichte
Am heutigen Standort des Café Mozart befand sich jahrhundertelang das Bürgerspitalzinshaus, das auf ein 1305 von Rudolf III. gestiftetes Nonnenkloster und Spital zurückgeht. 1783 bis 1790 erfolgte der Umbau des Bürgerspitals in ein Zinshaus (10 Höfe, 20 Stiegen, 220 Wohnungen, zahlreiche Geschäfte). Die prominentesten Mieter waren Ferdinand Raimunds Vater, Franz Grillparzer und Emanuel Schikaneder (Librettist der Zauberflöte).
Drei Jahre nach Wolfgang Amadeus Mozarts Tod eröffnete ein gewisser Georg Pöhlein im Bürgerspitalzinshaus ein Café. Dieses wurde 1825 von Simon Corra übernommen, der hier den ersten klassischen Schanigarten Wiens mit Tischen, Stühlen und Kübelpflanzen errichtete. 1840 erfolgte eine Neuübernahme: Das Kaffeehaus trug von da an den Namen des neuen Besitzers – nämlich Café Katzmayer – und war ein Treffpunkt für Journalisten, Schauspieler und Literaten. Im Zuge der Stadterneuerung wurde das Bürgerspitalzinshaus zwischen 1873 und 1883 abgebrochen (1882: Abbruch des Kaffeehauses), auf seinem Areal entstanden eine Reihe neuer Häuser sowie die Tegetthoffstraße, die Führich- und Maysedergasse. In dem neu errichteten Haus Ecke Maysedergasse und Albrechtsplatz (nach 1920: Albertinaplatz) eröffnete in Nachfolge des „Katzmayer“ am 10. Oktober 1918 wieder ein Lokal, das „Mozart-Restaurant“, das 1929 den Namen „Café Mozart“ erhielt. Dieser Name bezieht sich auf das Mozartdenkmal, das bis 1945 am Albertinaplatz stand (seit 1953 im Burggarten). Ebenfalls 1929 wurde das Kaffeehaus von der Familie Hornik übernommen, die es bis 1985 führte. Danach erwarb es die japanische Kaufhauskette Mitsukoshi und ließ es umgestalten. 1993 wurde es von der Familie Querfeld übernommen, die es renovierte und es seither als Alt-Wiener Kaffeehaus fortführt.

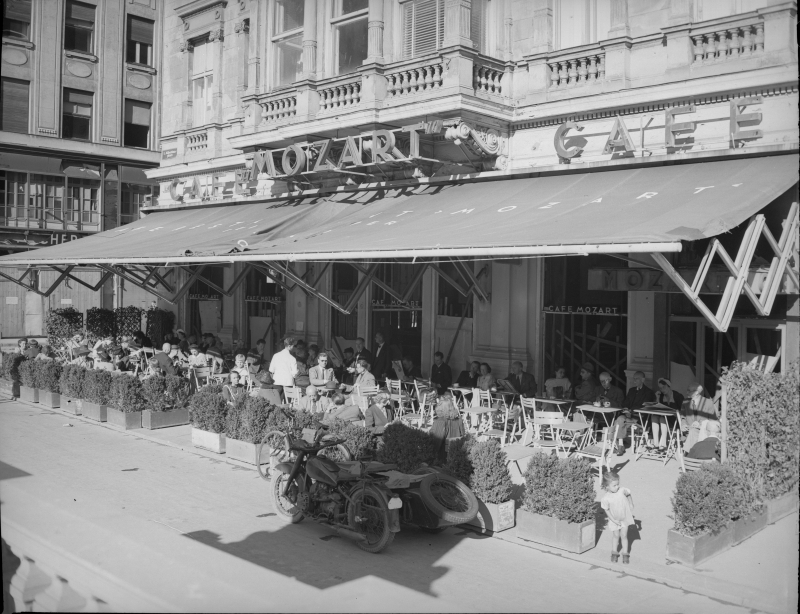
17. August 1945
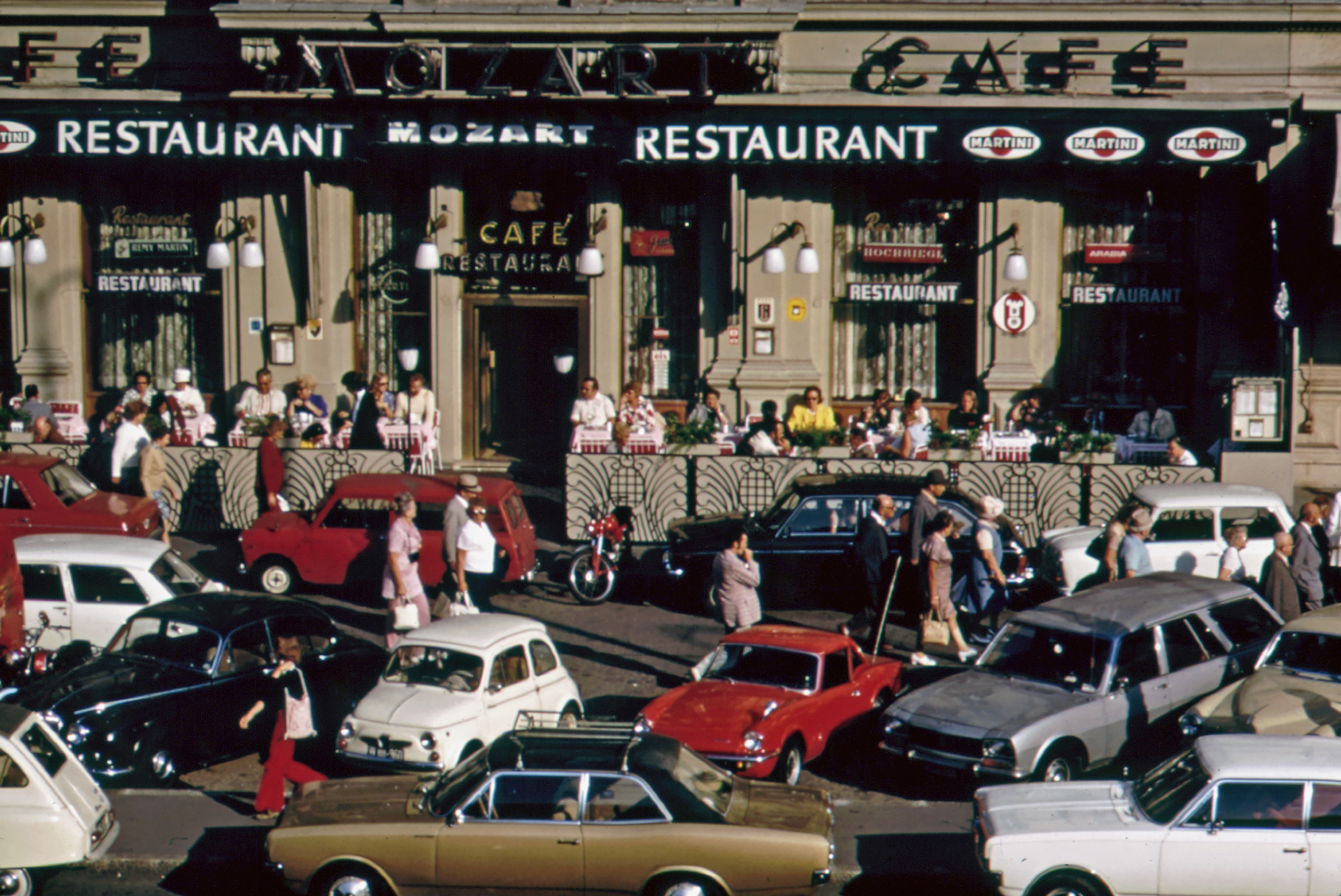
September 1973

## Café Mozart im Film
Für den 1948 gedrehten Film Der dritte Mann schrieb der britische Schriftsteller Graham Greene das Drehbuch. Er wohnte 1947 in Wien im Hotel Sacher und verkehrte im Café Mozart. Er ließ eine Szene im Schanigarten des Café Mozart spielen, der Name des Lokals im Film lautete „Old Vienna“. Auch Anton Karas, der die Titelmusik für diesen Film schrieb, komponierte einen „Café Mozart Walzer“.